# Skyline Entertainment
Skyline Entertainment is een Vlaams productiehuis, opgericht in 1997 door Eric Wirix, Peter Simons en Peter Lories. In 2014 werd het bedrijf overgenomen door De Mensen, en opereert het productiebedrijf sindsdien als aparte entiteit binnen De Mensen. 

## Producties (selectie)
- 2001-2002: Stille Waters
- 2004-2014: Aspe
- 2005: De Indringer
- 2009-2011: De Rodenburgs
- 2011: Groenten uit Balen
- 2012-2013: Salamander, seizoen 1
- 2013: F.C. De Kampioenen: Kampioen zijn blijft plezant
- 2014: W.
- 2015: F.C. De Kampioenen 2: Jubilee General
- 2015-2017: Professor T.
- 2017: F.C. De Kampioenen 3: Forever
- 2018: Salamander, seizoen 2
- 2019: F.C. De Kampioenen 4: Viva Boma